# Пухопероеды
Пухоперое́ды (лат. Menoponidae) — семейство бескрылых насекомых, постоянных паразитов птиц, питающиеся кожными чешуйками и частичками перьев. Пухопероеды относятся к монотипическому надсемейству Menoponoidea отряда Phthiraptera и являются источником заболевания маллофагоз.

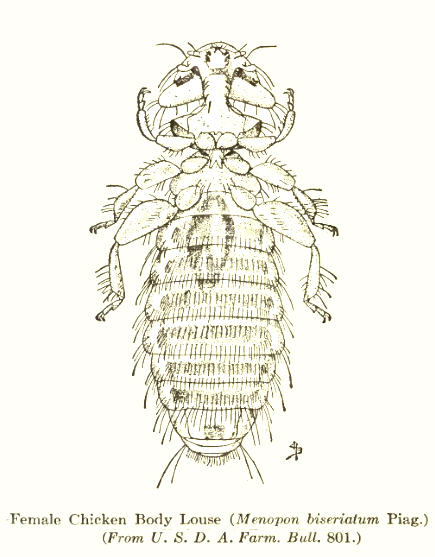
Menopon biseriatum

## Внешний вид
Пухопероеды по виду напоминают вошь, имеют жёлто-коричневую окраску и слегка удлинённую сплющенную форму тела 1—3 мм длиной и 0,3 мм в ширину. Грызущие ротовые органы смещены на нижнюю поверхность головы. К груди прикреплены три пары ног с коготками. Все лапки с двумя коготками.
Коготки и щетинки на теле помогают паразитам прикрепляться к перьям и свободно по ним передвигаться.

## Симптомы поражения
Симптомами поражения пухопероедами являются потеря веса, беспокойство и зуд, наличие на перьях, особенно рулевых и маховых множества игольчатых дырочек. При просмотре перьев через лупу заметны скопления яиц в виде шаров и передвигающиеся паразиты. Из-за многочисленных укусов может развиваться воспаление кожи, что приводит к выпадению перьев на спине, животе, шее, а также воспаление слизистой оболочки глаз. Заражённая паразитами птица теряет аппетит, истощается и сильно ослабевает, у неё снижается сопротивляемость к различным заболеваниям, что особенно опасно для молодых птиц и птенцов.

## Способы заражения
Обычно пухопероеды попадают на тело птиц через гнёзда, насесты и пылевые ванны. Однажды попав на тело птицы, паразит откладывает яйца у основания пера, остаётся там до конца её жизни и погибает только вместе с ней.

## Меры борьбы
Оперение птицы обрабатывают специальными средствами, припудриванием или смачиванием перьев хлорофосом, дустом, коллоидной серой или малотоксичным препаратом пиретрум, изготовляемым из сухих цветков ромашки.

## Систематика
Роды в составе семейства (51 род):
- Actornithophilus Ferris, 1916
- Aegypiphilus Eichler, 1944
- Allocolpocephalum Qadri, 1939
- Amyrsidea Ewing, 1927
- Ancistrona Westwood, 1874
- Anseriphilus Eichler, 1944
- Aquiligogus Eichler & Zlotorzycka, 1971
- Ardeiphilus Bedford, 1939
- Austromenopon Bedford, 1939
- Bonomiella Conci, 1942
- Chapinia Elbel, 1967
- Ciconiphilus Bedford, 1939
- Colpocephalum Nitzsch, 1818
- Comatomenopon Uchida, 1920
- Conciella Eichler, 1949
- Cuculiphilus Uchida, 1926
- Dennyus Neumann, 1906
- Eidmanniella Kéler, 1938
- Eomenacanthus Uchida, 1926
- Eomenopon Harrison, 1915
- Eucolpocephalum Bedford, 1930
- Eureum Nitzsch, 1818
- Ewingella Eichler, 1941
- Franciscoloa Conci, 1942
- Gallacanthus Eichler, 1972
- Gruimenopon Clay & Meinertzhagen, 1941
- Heleonomus Ferris, 1916
- Heteromenopon Carriker, 1954
- Hohorstiella Eichler, 1940
- Holomenopon Eichler, 1941
- Kelerimenopon Conci, 1942
- Kurodaia Uchida, 1926
- Longimenopon Thompson, 1948
- Machaerilaemus Harrison, 1915
- Menacanthus Neumann, 1912
- Menopon Nitzsch, 1818
- Meromenopon Clay & Meinertzhagen, 1941
- Myrsidea Waterston, 1915
- Neocolpocephalum Ewing, 1933
- Nosopon Hopkins, 1949
- Pelecanigogus Eichler, 1949
- Piagetiella Neumann, 1906
- Picusphilus Ansari, 1951
- Plegadiphilus Bedford, 1939
- Procellariphaga Eichler, 1949
- Pseudomenopon Mjöberg, 1910
- Psittacobrosus Carriker, 1954
- Tendeiroella Eichler, 1982
- Trinoton Nitzsch, 1818
- Uchida Ewing, 1930
- Upupacanthus Eichler, 1986